# 南方雙帶河溪螈
南方雙帶河溪螈（学名：Eurycea cirrigera）是美國特有的一種蠑螈。牠們棲息在溫帶森林、河流、季節河及淡水泉。